# Eudonia alopecias
Eudonia alopecias là một loài bướm đêm trong họ Crambidae.